# Ascogaster rufipes
Ascogaster rufipes är en stekelart som först beskrevs av Pierre André Latreille 1809.  Ascogaster rufipes ingår i släktet Ascogaster och familjen bracksteklar. Arten är reproducerande i Sverige. Inga underarter finns listade.